# Mezinárodní letecká federace
Mezinárodní letecká federace (francouzsky Fédération Aéronautique Internationale, FAI) je mezinárodní organizace pro spolupráci v letectví a kosmonautice. Organizuje sportovní letecké soutěže, stanovuje standardy, registruje letecké a kosmonautické rekordy dosažené jak pilotovanými, tak bezpilotními stroji.
Založena byla jako sportovní federace roku 1905, nyní sjednocuje letecké organizace stovky států. Českým členem FAI je Aeroklub České republiky.

## Členové

### Aktivní členové
| Země                | Organizace                                                    | Rok vstupu |
| ------------------- | ------------------------------------------------------------- | ---------- |
| Albánie             | Federata Shqiptare E Aeronautikes                             | 2000       |
| Argentina           | Confederacion Argentina De Entidades Aerodeportivas           | 1910       |
| Austrálie           | Australian Sport Aviation Confederation                       | 1948       |
| Ázerbájdžán         | Azarbaycan Hava Va Ekstremal Idman Növlaci Federasiyasi       | 2000       |
| Bělorusko           | Belarusian Federation of Air Sports                           | 1994       |
| Belgie              | Royal Belgian Aero Club                                       | 1905       |
| Bosna a Hercegovina | Vazduhoplovni Savez Bosne I Hercegovine                       | 1996       |
| Brazílie            | Comissão de Aerodesporto Brasileira                           | 1919       |
| Bulharsko           | Bulgarski Natsionalen Aeroklub                                | 1934       |
| Česko               | Aeroklub České republiky (Aeroclub of the Czech Republic)     | 1920       |
| Čína                | Aero Sports Federation of China                               | 1921       |
| Chile               | Federacion Aerea De Chile                                     | 1921       |
| Chorvatsko          | Hrvatski Zrakoplovni Savez                                    | 1992       |
| Kanada              | Kanadský aeroklub (Aero Club of Canada)                       | 1931       |
| Kolumbie            | Federacion Colombiana De Deportes Aereos "Federaeros"         | 1951       |
| Kuba                | Aviation Club of Cuba                                         | 1927       |
| Kypr                | Kypriaki Aerathlitiki Omospondia                              | 1961       |
| Rakousko            | Rakouský aeroklub (Österreichischer Aero Club)                | 1910       |
| Venezuela           | Asociacion Venezolana De Los Deportes Aeronauticos (A.V.D.A.) | 1952       |